# Bostrychoplites productus
Bostrychoplites productus là một loài bọ cánh cứng trong họ Bostrichidae. Loài này được Imhoff miêu tả khoa học năm 1843.

## Hình ảnh

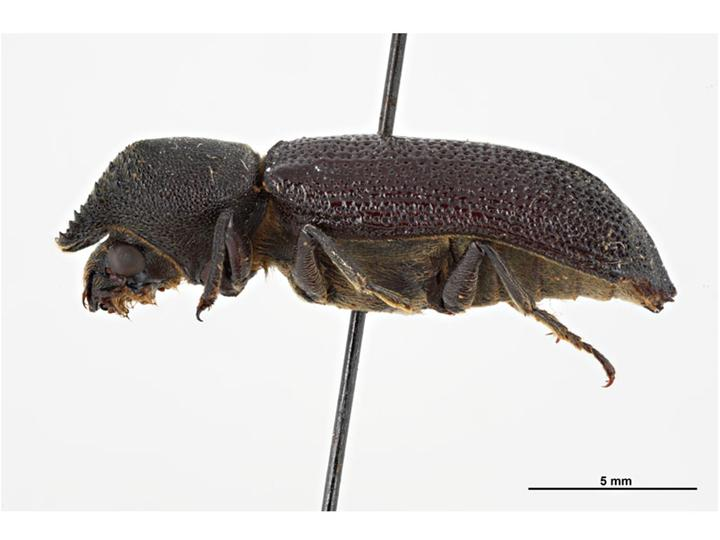